# Shawn Crahan
Micheal Shawn Crahan (Des Moines, 24 settembre 1969) è un batterista, regista e imprenditore statunitense, percussionista del gruppo musicale Slipknot.
Cofondatore della band assieme a Anders Colsefni, Joey Jordison e Paul Gray, è a tutt'oggi il membro più anziano del gruppo e l'unico della primissima formazione.

## Biografia
Crahan è nato a Des Moines nel 1969 da una famiglia di origini irlandesi; sposato con Chantel dal giugno 1992, ha quattro figli: Alexandria, Gage, Simon e Gabrielle (deceduta il 18 maggio 2019 all'età di 22 anni).
I suoi genitori hanno a lungo finanziato gli Slipknot nei primi anni di vita del gruppo.

## Equipaggiamento
Avendo svolto la professione di saldatore prima di diventare un musicista professionista, Shawn si è costruito da solo il suo primo strumento prima di utilizzare un set in titanio, fabbricato dalla Dunnet Classic Drums, associato ad una botte per la birra vuota per creare una variazione sonora.

## Maschera
Dal 1998 indossa una maschera da clown, più volte ritoccata nel corso degli anni, che ha rivelato di aver trovato in un negozio "seduta" tutta sola e di aver così deciso di utilizzarla per le sue apparizioni. All'interno del gruppo è identificato con il numero 6, impresso anche sulla sua tuta.

## Produzioni e altri progetti
Ha prodotto l'album dei Mudvayne L.D. 50 e quello dei 40 Below Summer Invitation to the Dance; è inoltre apparso nel video della canzone degli American Head Charge Just So You Know' e ha realizzato per loro un remix della canzone.
È il fondatore dell'etichetta Big Orange Clown Records, sotto-etichetta della Sanctuary Records, con cui ha messo sotto contratto la band metalcore Gizmachi; ha anche fondato le band alternative rock To My Surprise e Dirty Little Rabbits.
Insieme al cantante degli Slipknot Corey Taylor ha fondato la Living Breathing Films, società di produzione cinematografica, il cui primo prodotto è stato il cortometraggio Thy Shalt I, di cui sono protagonisti proprio i due.
Ha partecipato come attore al cortometraggio sperimentale The Devil's Carnival e ha diretto il video ufficiale del singolo A.M.E.R.I.C.A dei Motionless in White.

## Discografia

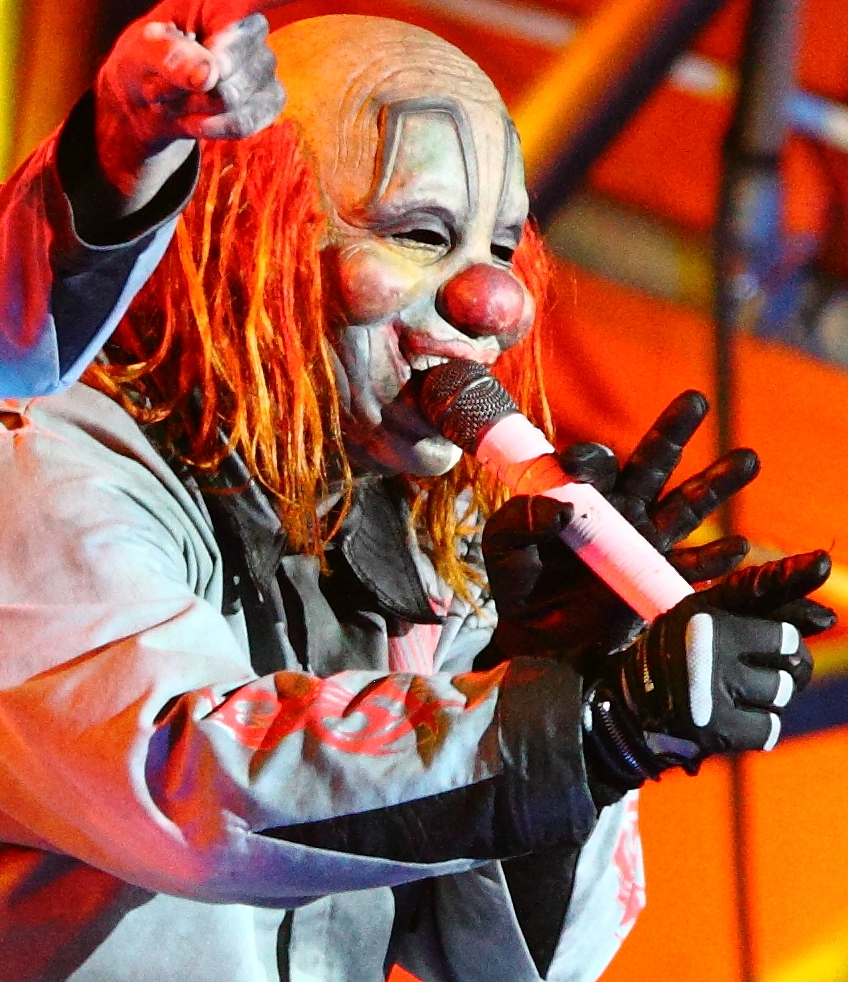
Shawn Crahan in concerto nel 2013

### Con gli Slipknot
- 1996 – Mate. Feed. Kill. Repeat.
- 1999 – Slipknot
- 2001 – Iowa
- 2004 – Vol. 3: (The Subliminal Verses)
- 2008 – All Hope Is Gone
- 2014 – .5: The Gray Chapter
- 2019 – We Are Not Your Kind
- 2022 – The End, So Far

### Con i To My Surprise
- 2003 – To My Surprise

### Con i Dirty Little Rabbits
- 2010 – Dirty Little Rabbits

## Filmografia

### Regista
- Officer Downe (2016)